# Millonfosse
 Millonfosse  là một xã ở trong tỉnh Nord ở miền bắc nước Pháp. Xã này có diện tích 3,48 kilômét vuông, dân số năm 1999 là 607 người. Xã nằm ở khu vực có độ cao trung bình 17 mét trên mực nước biển.